# Narciarstwo dowolne na Zimowych Igrzyskach Olimpijskich 2014 – skicross kobiet
Skicross kobiet – ostatnia z konkurencji rozgrywanych w ramach narciarstwa dowolnego na Zimowych Igrzyskach Olimpijskich w Soczi. Zawodniczki rywalizować będą 21 lutego w ośrodku sportów ekstremalnych Ekstrim-park Roza Chutor, umiejscowionym w Krasnej Polanie. Mistrzostwa olimpijskiego z Vancouver nie będzie broniła Kanadyjka Ashleigh McIvor, która już zakończyła karierę sportową.

## Terminarz
| Data      | Konkurencja  | Godzina rozpoczęcia | Godzina rozpoczęcia |
| Data      | Konkurencja  | Czas CET            | Czas lokalny        |
| --------- | ------------ | ------------------- | ------------------- |
| 21 lutego | Kwalifikacje | 8:45                | 11:45               |
| 21 lutego | 1/8 Finału   | 10:30               | 13:30               |
| 21 lutego | Ćwierćfinał  | 11:05               | 14:05               |
| 21 lutego | Półfinał     | 11:25               | 14:25               |
| 21 lutego | Finał        | 11:41               | 14:41               |

## Tło
| Data                                                                              | Miejscowość                                                                       | Zwycięzca                                                                         | Drugi                                                                             | Trzeci                                                                            | Źródło                                                                            |
| Wyniki skicrossu podczas zawodów Pucharu Świata w narciarstwie dowolnym 2013/2014 | Wyniki skicrossu podczas zawodów Pucharu Świata w narciarstwie dowolnym 2013/2014 | Wyniki skicrossu podczas zawodów Pucharu Świata w narciarstwie dowolnym 2013/2014 | Wyniki skicrossu podczas zawodów Pucharu Świata w narciarstwie dowolnym 2013/2014 | Wyniki skicrossu podczas zawodów Pucharu Świata w narciarstwie dowolnym 2013/2014 | Wyniki skicrossu podczas zawodów Pucharu Świata w narciarstwie dowolnym 2013/2014 |
| --------------------------------------------------------------------------------- | --------------------------------------------------------------------------------- | --------------------------------------------------------------------------------- | --------------------------------------------------------------------------------- | --------------------------------------------------------------------------------- | --------------------------------------------------------------------------------- |
| 7 grudnia                                                                         | Nakiska                                                                           | Marielle Thompson                                                                 | Fanny Smith                                                                       | Ophélie David                                                                     | [ 2 ]                                                                             |
| 15 grudnia                                                                        | Val Thorens                                                                       | Katrin Müller                                                                     | Sanna Lüdi                                                                        | Ophélie David                                                                     | [ 3 ]                                                                             |
| 21 grudnia                                                                        | Innichen                                                                          | Fanny Smith                                                                       | Kelsey Serwa                                                                      | Anna Holmlund                                                                     | [ 4 ]                                                                             |
| 22 grudnia                                                                        | Innichen                                                                          | Katrin Müller                                                                     | Marielle Thompson                                                                 | Heidi Zacher                                                                      | [ 5 ]                                                                             |
| 16 stycznia                                                                       | Val Thorens                                                                       | Sanna Lüdi                                                                        | Sandra Näslund                                                                    | Katrin Ofner                                                                      | [ 6 ]                                                                             |
| 17 stycznia                                                                       | Val Thorens                                                                       | Marielle Thompson                                                                 | Katrin Müller                                                                     | Ophélie David                                                                     | [ 7 ]                                                                             |
| 25 stycznia                                                                       | Kreischberg                                                                       | Ophélie David                                                                     | Fanny Smith                                                                       | Marielle Thompson                                                                 | [ 8 ]                                                                             |
| Wyniki skicrossu na Zimowych Igrzyskach Olimpijskich 2010                         |                                                                                   |                                                                                   |                                                                                   |                                                                                   |                                                                                   |
| 23 lutego                                                                         | Vancouver                                                                         | Ashleigh McIvor                                                                   | Hedda Berntsen                                                                    | Marion Josserand                                                                  | [ 9 ]                                                                             |
| Wyniki skicrossu na mistrzostwach świata 2011                                     |                                                                                   |                                                                                   |                                                                                   |                                                                                   |                                                                                   |
| 4 lutego                                                                          | Deer Valley                                                                       | Kelsey Serwa                                                                      | Julia Murray                                                                      | Anna Holmlund                                                                     | [ 10 ]                                                                            |
| Wyniki skicross na mistrzostwach świata 2013                                      |                                                                                   |                                                                                   |                                                                                   |                                                                                   |                                                                                   |
| 10 marca                                                                          | Voss                                                                              | Fanny Smith                                                                       | Marielle Thompson                                                                 | Ophélie David                                                                     | [ 11 ]                                                                            |

## Wyniki

### Kwalifikacje
| Pozycja | Nr | Zawodniczka               | Reprezentacja | Zjazd   | Uwagi |    |              |        |         |   |
| ------- | -- | ------------------------- | ------------- | ------- | ----- | -- | ------------ | ------ | ------- | - |
| Pozycja | Nr | Zawodniczka               | Reprezentacja | 1.      | Uwagi | 13 | Kelsey Serwa | Kanada | 1:21,45 | Q |
| 2.      | 8  | Ophélie David             | Francja       | 1:21,46 | Q     |    |              |        |         |   |
| 3.      | 6  | Marielle Thompson         | Kanada        | 1:21,56 | Q     |    |              |        |         |   |
| 4.      | 16 | Anna Holmlund             | Szwecja       | 1:22,21 | Q     |    |              |        |         |   |
| 5.      | 4  | Marte Høie Gjefsen        | Norwegia      | 1:22,33 | Q     |    |              |        |         |   |
| 6.      | 14 | Sanna Lüdi                | Szwajcaria    | 1:22,37 | Q     |    |              |        |         |   |
| 7.      | 17 | Jorinde Müller            | Szwajcaria    | 1:22,46 | Q     |    |              |        |         |   |
| 8.      | 12 | Georgia Simmerling        | Kanada        | 1:22,52 | Q     |    |              |        |         |   |
| 9.      | 18 | Anna Wörner               | Niemcy        | 1:22,95 | Q     |    |              |        |         |   |
| 10.     | 3  | Sandra Näslund            | Szwecja       | 1:23,28 | Q     |    |              |        |         |   |
| 11.     | 20 | Katya Crema               | Australia     | 1:23,47 | Q     |    |              |        |         |   |
| 12.     | 15 | Katrin Müller             | Szwajcaria    | 1:23,85 | Q     |    |              |        |         |   |
| 13.     | 11 | Katrin Ofner              | Austria       | 1:24,10 | Q     |    |              |        |         |   |
| 14.     | 27 | Julija Liwinska           | Rosja         | 1:24,21 | Q     |    |              |        |         |   |
| 15.     | 10 | Heidi Zacher              | Niemcy        | 1:24,24 | Q     |    |              |        |         |   |
| 16.     | 1  | Fanny Smith               | Szwajcaria    | 1:24,61 | Q     |    |              |        |         |   |
| 17.     | 9  | Marielle Berger-Sabbatel  | Francja       | 1:24,62 | Q     |    |              |        |         |   |
| 18.     | 5  | Karolina Riemen-Żerebecka | Polska        | 1:24,86 | Q     |    |              |        |         |   |
| 19.     | 7  | Alizée Baron              | Francja       | 1:25,20 | Q     |    |              |        |         |   |
| 20.     | 26 | Andrea Zemanová           | Czechy        | 1:25,96 | Q     |    |              |        |         |   |
| 21.     | 21 | Anastasija Czircowa       | Rosja         | 1:25,99 | Q     |    |              |        |         |   |
| 22.     | 22 | Marion Josserand          | Francja       | 1:26,61 | Q     |    |              |        |         |   |
| 23.     | 2  | Andrea Limbacher          | Austria       | 1:26,88 | Q     |    |              |        |         |   |
| 24.     | 23 | Christina Staudinger      | Austria       | 1:28,30 | Q     |    |              |        |         |   |
| 25.     | 19 | Sami Kennedy-Sim          | Australia     | 1:38,51 | Q     |    |              |        |         |   |
| 26.     | 25 | Jenny Owens               | Australia     | 1:59,84 | Q     |    |              |        |         |   |
| 27.     | 24 | Nikol Kučerová            | Czechy        | DNF     | Q     |    |              |        |         |   |
| 28.     | 28 | Stephanie Joffroy         | Chile         | DNF     | Q     |    |              |        |         |   |

## Runda Eliminacyjna

### 1/8 Finału
| Pozycja | Nr | Zawodniczka              | Reprezentacja | Uwagi |
| ------- | -- | ------------------------ | ------------- | ----- |
| 1.      | 13 | Kelsey Serwa             | Kanada        | Q     |
| 2.      | 1  | Fanny Smith              | Szwajcaria    | Q     |
| 3.      | 9  | Marielle Berger-Sabbatel | Francja       |       |

| Pozycja | Nr | Zawodniczka          | Reprezentacja | Uwagi |
| ------- | -- | -------------------- | ------------- | ----- |
| 1.      | 12 | Georgia Simmerling   | Kanada        | Q     |
| 2.      | 18 | Anna Wörner          | Niemcy        | Q     |
| 3.      | 23 | Christina Staudinger | Austria       |       |
| 4.      | 19 | Sami Kennedy-Sim     | Australia     | DNF   |

| Pozycja | Nr | Zawodniczka         | Reprezentacja | Uwagi |
| ------- | -- | ------------------- | ------------- | ----- |
| 1.      | 15 | Katrin Müller       | Szwajcaria    | Q     |
| 2.      | 28 | Stephanie Joffroy   | Chile         | Q     |
| 3.      | 4  | Marte Høie Gjefsen  | Norwegia      |       |
| 4.      | 21 | Anastasija Czircowa | Rosja         | DNF   |

| Pozycja | Nr | Zawodniczka     | Reprezentacja | Uwagi |
| ------- | -- | --------------- | ------------- | ----- |
| 1.      | 16 | Anna Holmlund   | Szwecja       | Q     |
| 2.      | 11 | Katrin Ofner    | Austria       | Q     |
| 3.      | 26 | Andrea Zemanová | Czechy        |       |

| Pozycja | Nr | Zawodniczka       | Reprezentacja | Uwagi |
| ------- | -- | ----------------- | ------------- | ----- |
| 1.      | 6  | Marielle Thompson | Kanada        | Q     |
| 2.      | 27 | Julija Liwinska   | Rosja         | Q     |
| 3.      | 7  | Alizée Baron      | Francja       |       |

| Pozycja | Nr | Zawodniczka      | Reprezentacja | Uwagi |
| ------- | -- | ---------------- | ------------- | ----- |
| 1.      | 14 | Sanna Lüdi       | Szwajcaria    | Q     |
| 2.      | 20 | Katya Crema      | Australia     | Q     |
| 3.      | 24 | Nikol Kučerová   | Czechy        |       |
| 4.      | 22 | Marion Josserand | Francja       |       |

| Pozycja | Nr | Zawodniczka      | Reprezentacja | Uwagi |
| ------- | -- | ---------------- | ------------- | ----- |
| 1.      | 3  | Sandra Näslund   | Szwecja       | Q     |
| 2.      | 25 | Jenny Owens      | Australia     | Q     |
| 3.      | 2  | Andrea Limbacher | Austria       |       |
| 4.      | 17 | Jorinde Müller   | Szwajcaria    | DNF   |

| Pozycja | Nr | Zawodniczka               | Reprezentacja | Uwagi |
| ------- | -- | ------------------------- | ------------- | ----- |
| 1.      | 8  | Ophélie David             | Francja       | Q     |
| 2.      | 5  | Karolina Riemen-Żerebecka | Polska        | Q     |
| 3.      | 10 | Heidi Zacher              | Niemcy        |       |

### Ćwierćfinał
| Pozycja | Nr | Zawodniczka        | Reprezentacja | Uwagi |
| ------- | -- | ------------------ | ------------- | ----- |
| 1.      | 13 | Kelsey Serwa       | Kanada        | Q     |
| 2.      | 1  | Fanny Smith        | Szwajcaria    | Q     |
| 3.      | 12 | Georgia Simmerling | Kanada        | DNF   |
| 4.      | 18 | Anna Wörner        | Niemcy        | DNF   |

| Pozycja | Nr | Zawodniczka       | Reprezentacja | Uwagi |
| ------- | -- | ----------------- | ------------- | ----- |
| 1.      | 6  | Marielle Thompson | Kanada        | Q     |
| 2.      | 20 | Katya Crema       | Australia     | Q     |
| 3.      | 27 | Julija Liwinska   | Rosja         |       |
| 4.      | 14 | Sanna Lüdi        | Szwajcaria    | DNF   |

| Pozycja | Nr | Zawodniczka       | Reprezentacja | Uwagi |
| ------- | -- | ----------------- | ------------- | ----- |
| 1.      | 11 | Katrin Ofner      | Austria       | Q     |
| 2.      | 16 | Anna Holmlund     | Szwecja       | Q     |
| 3.      | 15 | Katrin Müller     | Szwajcaria    |       |
| 4.      | 28 | Stephanie Joffroy | Chile         | DNF   |

| Pozycja | Nr | Zawodniczka               | Reprezentacja | Uwagi |
| ------- | -- | ------------------------- | ------------- | ----- |
| 1.      | 8  | Ophélie David             | Francja       | Q     |
| 2.      | 3  | Sandra Näslund            | Szwecja       | Q     |
| 3.      | 25 | Jenny Owens               | Australia     |       |
| 4.      | 5  | Karolina Riemen-Żerebecka | Polska        | DNF   |

### Półfinał
| Pozycja | Nr | Zawodniczka   | Reprezentacja | Uwagi |
| ------- | -- | ------------- | ------------- | ----- |
| 1.      | 16 | Anna Holmlund | Szwecja       | QF    |
| 2.      | 13 | Kelsey Serwa  | Kanada        | QF    |
| 3.      | 11 | Katrin Ofner  | Austria       | QSF   |
| 4.      | 1  | Fanny Smith   | Szwajcaria    | QSF   |

| Pozycja | Nr | Zawodniczka       | Reprezentacja | Uwagi |
| ------- | -- | ----------------- | ------------- | ----- |
| 1.      | 6  | Marielle Thompson | Kanada        | QF    |
| 2.      | 8  | Ophélie David     | Francja       | QF    |
| 3.      | 20 | Katya Crema       | Australia     | QSF   |
| 4.      | 3  | Sandra Näslund    | Szwecja       | QSF   |

### Finał
Mały Finał
| Pozycja | Nr | Zawodniczka    | Reprezentacja |
| ------- | -- | -------------- | ------------- |
| 5       | 3  | Sandra Näslund | Szwecja       |
| 6.      | 11 | Katrin Ofner   | Austria       |
| 7.      | 20 | Katya Crema    | Australia     |
| 8.      | 1  | Fanny Smith    | Szwajcaria    |

Finał
| Pozycja | Nr | Zawodniczka       | Reprezentacja |
| ------- | -- | ----------------- | ------------- |
| 01 !    | 6  | Marielle Thompson | Kanada        |
| 02 !    | 13 | Kelsey Serwa      | Kanada        |
| 03 !    | 16 | Anna Holmlund     | Szwecja       |
| 4.      | 8  | Ophélie David     | Francja       |